# Blandford Forum
Blandford Forum est une ville du sud de l'Angleterre, chef-lieu du district du North Dorset.
La population était de 8 745 habitants au recensement de 2001.
Le Northolt Branch Observatory 3 (code d'observatoire Z37), un observatoire astronomique, se situe à Blandford Forum.

## Jumelages
- Preetz (Allemagne) depuis 1979
- Mortain-Bocage (France) depuis 1986[1]

## Personnalités liées à la ville
- Frederick Abberline (1843-1929), inspecteur en chef de la police de Londres, y est né ;
- Elisabeth Frink (1930-1993), sculptrice britannique qui fait partie du courant néofiguratif, y est morte ;
- Mary Gordon-Watson (1948-), cavalière britannique de concours complet, y est née ;
- Thomas Pitt (1653-1726),  gouverneur anglais de Madras, y est né ;
- Alfred Stevens (1817-1875), peintre et sculpteur, y est né ;
- William Wake (1657-1737), ecclésiastique anglican, le quatre-vingt-deuxième archevêque de Cantorbéry, y est né.
- Mary Anning (1799-1847), paléontologue de renom y est née
- Sam Cowell (1820-1864), acteur et chanteur, y est mort.